# Geocorona

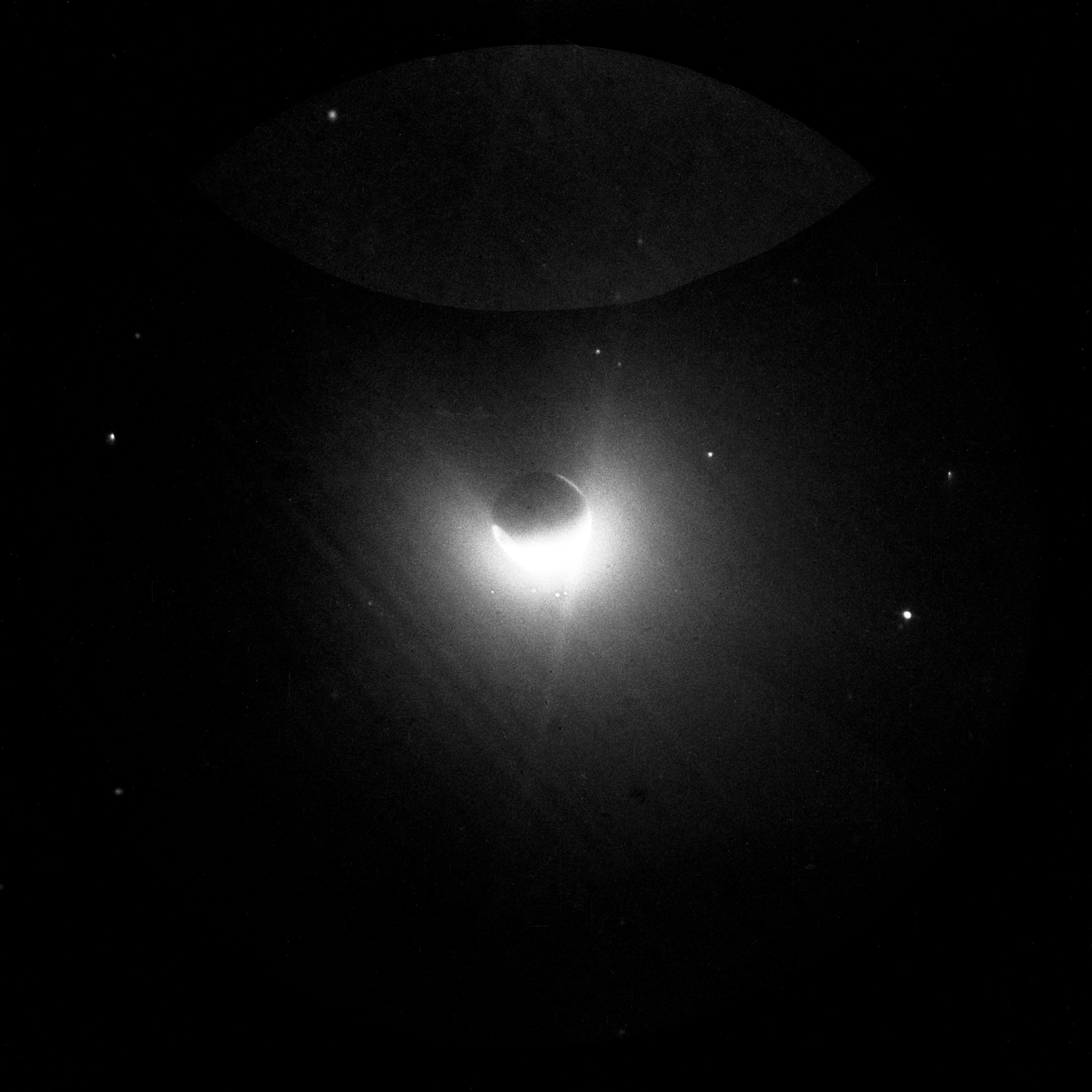
La Tierra y su envoltura de hidrógeno, o geocorona, como se ve desde la Luna. Esta imagen ultravioleta fue tomada en 1972 con una cámara operada por astronautas del Apolo 16 en la Luna.

La geocorona es la parte luminosa de la región más externa de la atmósfera terrestre, la exosfera. Se ve principalmente a través de la luz ultravioleta lejana (Lyman-alfa) del Sol que se dispersa de hidrógeno neutro Se extiende a por lo menos 15.5 radios terrestres y probablemente hasta unos 100 radios terrestres. La geocorona ha sido estudiada desde el espacio exterior por los satélites Astrid y la nave espacial Galileo (entre otros), utilizando su espectrómetro ultravioleta (UVS) durante un sobrevuelo a la Tierra.